# 可轉移單票制

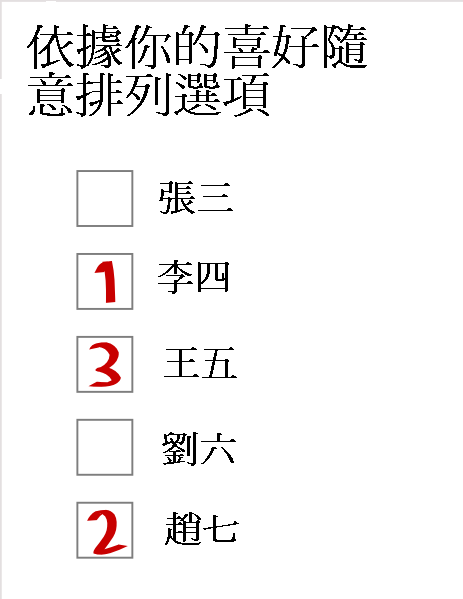
單一可轉移票制的選票示例

可轉移單票制（英文：single transferable vote，簡稱STV），又稱單一可轉移票制或單記名可讓渡投票制，是一種選出多重獲勝者的投票制度，在採用比例代表制的同時，盡量避免選票的浪費，同时減少复数选区单记不可让渡投票制中的配票现象。
與排序複選制相似，投票者依照偏好排列候選者。簡單來說，若一候選人已得到足夠的票數當選，超出當選門檻的票數可轉移到第二偏好的選項；若一候選人所得的票數明顯不足以支持當選，第一偏好為其的票數亦可轉移到第二偏好的選項。反之如果沒有人當選，最低的會被淘汰，並將被淘汰者的票數轉移到投票者下一個偏好的選項。如此重複進行直到選出應選名額為止。如果第二偏好已被使用，將會使用第三偏好的選項，以此類推。

## 應用
- 爱尔兰：議會選舉（1921年以來）、歐洲議會選舉、地方政府選舉
- 馬爾他：議會選舉、歐洲議會選舉、地方政府選舉
- 北愛爾蘭：議會選舉、地方政府選舉
- 苏格兰：地方政府選舉（自2007年5月）
- 印度：聯邦院選舉
- 巴基斯坦：參議院選舉
- ：參議院選舉； 澳大利亞首都特區的議會選舉； 新南威爾士州的議會選舉、地方政府選舉； 南澳大利亞的議會選舉、地方政府選舉； 塔斯馬尼亞的議會選舉、地方政府選舉； 維多利亞州的議會選舉、地方政府選舉； 西澳大利亞州的議會選舉
- 新西兰：一些地方政府選舉，如達尼丁、惠靈頓
- 美国： 馬薩諸塞州劍橋市選舉、 明尼蘇達州明尼阿波利斯市選舉

## 例子
假設某組織共有20名投票者，他們需要在5名候選者中選出3名代表：
| 投票者   | ● ● ● ● （4人） | ● ● （2人） | ● ● ● ● （8人） | ● ● ● ● （4人） | ● （1人） | ● （1人） |
| -------- | --------------- | ----------- | --------------- | --------------- | --------- | --------- |
| 第一喜好 | 張三            | 李四        | 王五            | 王五            | 劉六      | 趙七      |
| 第二喜好 | 李四            | 張三        | 劉六            | 趙七            | 李四      | 李四      |

候選人需取得門檻票數以當選。計算門檻有很多方法，最常用的是特羅普數額，公式如下：
{\displaystyle \left({V \over {S+1}}\right)+1=\left({20 \over {3+1}}\right)+1=6}（其中V為總有效票，S為議席數目）
這代表若有任何候選人得6票或以上，即可作當選論。計票過程如下：
| 候選者     | 張三        | 李四 | 王五        | 劉六      | 趙七  | 解說 |
| ---------- | ----------- | ---- | ----------- | --------- | ----- | --- |
| 第一輪計票 | ● ● ● ●     | ● ●  | ● ● ● ●     | ●         | ●     | 王五的累積票數超越當選門檻，所以當選。 |
| 第二輪計票 | ● ● ● ●     | ● ●  | ● ● ● ● ● ● | ● ● ● ● ● | ● ● ● | 王五的剩餘票數按比例轉移到投票者的第二喜好（劉六和趙七） 。 由於沒有選項達到當選門檻，所以得票最低的李四被淘汰。                                                                                            |
| 第三輪計票 | ● ● ● ● ● ● |      | ● ● ● ● ● ● | ● ● ● ● ● | ● ● ● | 李四的剩餘票數按比例轉移到投票者的第二喜好（張三） 。 張三的累積票數達到當選門檻，所以當選。 |
| 第四輪計票 | ● ● ● ● ● ● |      | ● ● ● ● ● ● | ● ● ● ● ● | ● ● ● | 張三並沒有剩餘票數可供轉移。 （即使有剩餘票數，但投票者的第二喜好（李四）已被淘汰，所以始終無法轉移。） 由於沒有選項達到當選門檻，所以得票最低的趙七被淘汰。 剩下的唯一候選者是劉六，所以得到最後一個席位。 |

結果：當選者為張三、王五和劉六。
值得留意的是，雖然有8名投票者曾經投了李四（2票為第一喜好、6票為第二喜好），可是卻不敵只有6名投票者支持的張三（4票為第一喜好、2票為第二喜好）。可見，投票者的喜好次序對整個選舉有着關鍵的作用。
而以愛爾蘭議會為例，通常要大約兩倍當選人數輪次的點票，才可以選出所有的候選人。

## 外部連結
- ACE ProjectArchive.today的存檔，存档日期2014-03-02
- A concise STV analogy（页面存档备份，存于） – from Accurate Democracy（页面存档备份，存于）
- Accurate Democracy（页面存档备份，存于） lists a dozen programs for computing the single transferable vote.